# Złociszkowate
Złociszkowate (Chrysotrichaceae Zahlbr.) – rodzina grzybów z rzędu plamicowców (Arthoniales).

## Systematyka
Pozycja w klasyfikacji według Index Fungorum: Chrysotrichaceae, Arthoniales, Arthoniomycetidae, Arthoniomycetes, Pezizomycotina, Ascomycota, Fungi.
Rodzinę tę do taksonomii grzybów wprowadził Alexander Zahlbruckner w 1905 r. Według Index Fungorum, który bazuje na Dictionary of the Fungi należą do niej rodzaje:
- Byssocaulon Mont. 1835
- Chrysothrix Mont. 1852 – złociszek
- Galbinothrix Frisch, G. Thor, K.H. Moon & Y. Ohmura 2018
- Melarthonis Frisch & G. Thor 2014

Nazwy polskie według W. Fałtynowicza.